# John Casper Branner

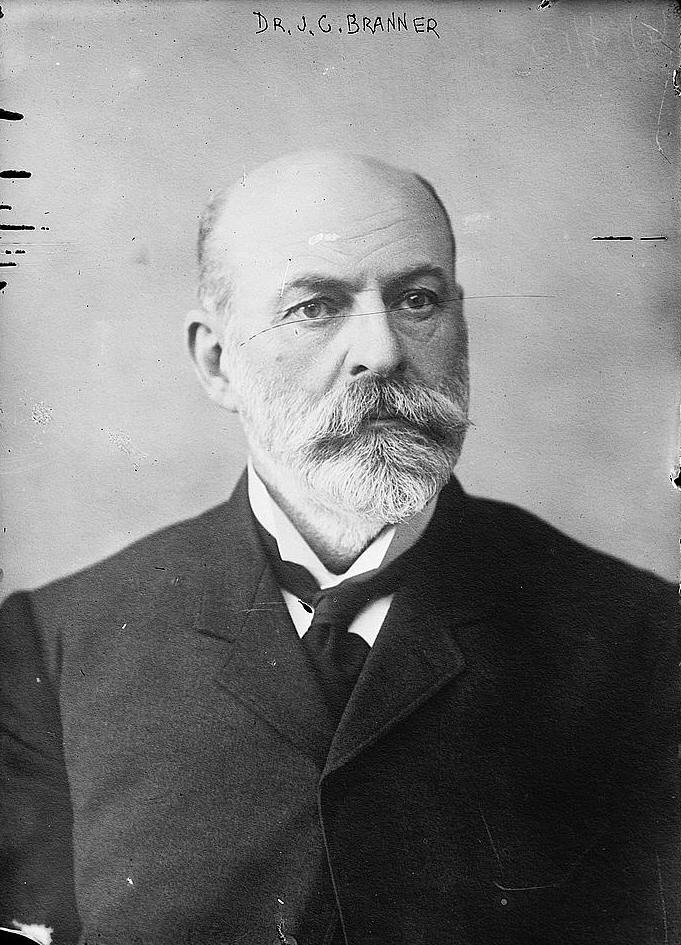
John Casper Branner

John Casper Branner (*  4. Juli 1850 in New Market, Tennessee; † 1. März 1922 in Palo Alto, Kalifornien) war ein US-amerikanischer Geologe.

## Leben
Branner studierte am Maryville College und an der Cornell University. Noch als Student nahm er an einer geologischen Landesaufnahme von Brasilien durch seinen Geologie-Professor in Cornell Charles F. Hartt teil, die von 1874 bis 1883 dauerte. Dabei suchte er auch nach brennbaren Pflanzenfasern im Auftrag von Thomas Edison und studierte im Auftrag der US-Regierung landwirtschaftliche Schadinsekten (zum Beispiel bei Baumwolle und Zuckerrohr). 1882 erhielt er seinen Bachelor-Abschluss an der Cornell University. 1883 bis 1885 arbeitete er für den Geological Survey von Pennsylvania unter J. Peter Lesley im Lackawanna Valley (bekannt für Anthrazit-Vorkommen), das er kartierte und mit dessen Glazialgeologie er sich befasste. 1885 wurde er Geologie-Professor an der Indiana University in Bloomington und 1887 bis 1892 war er Staatsgeologe von Arkansas. Dort erklärte er gleich am Anfang 1888 eine ganze Reihe von Gold- und Silberbergbau-Unternehmen in Arkansas, die für 113 Millionen Dollar Kapital eingesammelt hatten, für wertlos, das heißt ihre Versprechungen für gegenstandslos (Comstock-Report nach dem Assistant Geologist Thomas Comstock). Das führte zu wütenden Protesten und Versuchen, seine Karriere zu ruinieren, die er aber überstand. Er blieb bis 1893 Staatsgeologe, als der Geological Survey offiziell beendet wurde. In seiner Zeit als Staatsgeologe fand er große Bauxit-Vorkommen in Arkansas. Insgesamt wurden 14 Bände mit den Mitteilungen des Surveys veröffentlicht mit 60 Karten.
1892 bis zu seinem Ruhestand 1916 war er Professor an der damals neu gegründeten Stanford University und ab 1898 Vizepräsident der Universität (unter David Starr Jordan als Präsidenten, der ihn schon an die University of Indiana geholt hatte) und 1913 bis zur Emeritierung 1915 Präsident.
1899 (unter Alexander Agassiz) und 1907/08 war er erneut zu Expeditionen in Brasilien. Er war in der Regierungskommission zum Panama-Kanal und zum Erdbeben von San Francisco 1906.
Als einer der führenden Geologen Kaliforniens untersuchte er auch den Baugrund für den St.-Francis-Talsperre. Dieser brach 1928 mit vielen Toten als Folge. In der Untersuchung fand man später den Baugrund als ungeeignet, was aber nach damaligem Stand der Ingenieurgeologie nicht erkannt worden war (auch der Geologe und bekannte amerikanische Bauingenieur Carl E. Grunsky hatte keine Bedenken geäußert).
Neben Geologie befasste er sich mit Botanik, Ichthyologie und Entomologie und verfasste eine Grammatik des Portugiesischen, die mehrfach aufgelegt wurde.
Sein botanisches Autorenkürzel lautet „Branner“.
Er war Mitglied der National Academy of Sciences, der American Academy of Arts and Sciences und der American Philosophical Society und 1904 Präsident der Geological Society of America, deren Fellow und Gründungsmitglied er war. 1890 war er Vizepräsident der American Association for the Advancement of Science und 1911 Präsident der American Seismological Society. Branner war mehrfacher Ehrendoktor (u. a. University of Chicago, University of California und 1885 von der Indiana University).
Er war seit 1883 verheiratet und hatte eine Tochter und zwei Söhne.